# Хабаровський міський округ
Хаба́ровський міський округ (рос. Хабаровский городской округ) — міський округ у складі Хабаровського краю Російської Федерації.
Адміністративний центр та єдиний населений пункт — місто Хабаровськ.

## Населення
Населення — 617473 особи (2019; 577441 в 2010, 583072 у 2002).